# El Remei (Arenys de Munt)
La Capella del Remei és una església del municipi d'Arenys de Munt protegida com a bé cultural d'interès local. La Mare de Déu del Remei és la patrona del poble; dins la capella hi ha encara exvots producte de la devoció a la Verge. La capella està situada al costat de la casa del Remei, i està dedicada a la Mare de Déu del Remei, patrona d'Arenys de Munt. La capella del Remei és un edifici de petites dimensions, amb una sola nau i coberta a dues vessants. A la façana principal hi ha la porta i a cada costat una finestra emmarcada amb pedra. Damunt la porta hi ha un ull de bou i un campanar de cadireta.
Al segle xvi pertanyia a la família Gibert, i aquesta la passà a Pere Antich de Tries, de Sant Martí, d'Arenys de Munt i s'hi feia culte a la Mare de Déu del Remei. Després passà a la família Gelpi, de Sant Esteve de Tordera.
Durant la guerra del Francès, el santuari fou cremat i saquejat, i fins al 1815 no es pogué refer.
L'any 1928 Ramon Goula i Plandiura adquirí la finca i el santuari, que va refer. Durant la Guerra Civil fou saquejat de nou i l'any 1940 es tornà a restaurar.